# Göran Lind
För andra betydelser, se Göran Lind (olika betydelser).
Karl Göran Folke Lind, född 28 juli 1934 i Luleå domkyrkoförsamling i Norrbottens län, död 1 oktober 1982 i Staffanstorps församling i dåvarande Malmöhus län, var en svensk civilingenjör, anställd vid Philips Teleindustri AB i Järfälla. Från 1979 var han professor i tillämpad elektronik vid Lunds tekniska högskola.
Göran Lind var 1958–1967 gift med sångerskan Lillemor Lind (född 1938) och från 1968 med Alena Zizkova-Lind (1926–2009).
Han är begravd i Linds familjegrav på Innerstadens griftegård i Luleå.